# Нихат Кабил
Нихат Тахир Кабил е български политик от Движението за права и свободи.
Роден е на 5 декември 1962 в село Подайва, Исперихско. Завършва агрономство във Висшия селскостопански институт в Пловдив. От 2001 г. е заместник-министър, а от 23 февруари 2005 – министър на земеделието и горите в правителството на Симеон Сакскобургготски. Той остава на този пост и в избраното на 16 август 2005 правителство на Сергей Станишев. След преобразуването на министерската длъжност от 18 юли 2007 е избран за министър на земеделието и продоволствието.

## Семейство
Нихат Кабил е женен. Негов син е евродепутатът Танер Кабилов.

## Други
- През юни 2007 Нихат Кабил, в качеството си на министър на земеделието, се обявява против решението на Европейския съюз за спиране на държавната намеса в пазара на царевица.[1]